# 天主教卡薩馬總教區
天主教卡薩馬總教區（拉丁語：Archidioecesis Kasamaënsis）是贊比亞一個羅馬天主教教省總教區，下轄兩個教區。是該國兩個總教區之一。

## 歷史
1913年1月28日設班韋烏盧宗座監牧區，1952年7月10日易名。1959年4月25日升為教區。1967年6月12日升為總教區。

## 現況
總教區位於北方省西部，2006年有教友643,000人（佔轄區總人口60.5%）、廿三個堂區、七十八名司鐸。現任總主教為依納爵·查馬。